# Lecane monostyla
Lecane monostyla är en hjuldjursart som först beskrevs av Daday 1897.  Lecane monostyla ingår i släktet Lecane och familjen Lecanidae. Inga underarter finns listade i Catalogue of Life.